# Io e Freddie - Una specie di magia
Io e Freddie - Una specie di magia è un cortometraggio italiano del 2019 scritto e diretto da Francesco Santocono.

## Trama
Andrea, un giovane studente del DAMS, ha frequentazioni poco affidabili e, soprattutto in gruppo, manifesta il suo carattere aggressivo e irruente. Dopo una serata passata insieme agli amici crolla in un sonno profondo, al cui risveglio si accorgerà di un ospite particolare: il fantasma di Freddie Mercury. Comincerà un confronto serrato in tutti gli ambiti della vita del ragazzo, dove a farla da padrone sono la paura di accettare la realtà e quella di affrontarne le conseguenze. Sullo sfondo la malattia dell'AIDS, scoperta per caso dopo una serata trascorsa con la propria ragazza, Chiara, apparentemente una tranquilla studentessa di provincia, ma con una vita segreta e complicata al servizio di Ivan, uno sfruttatore senza scrupoli.

## Produzione
Il film è stato prodotto dal Centro studi delle professioni sanitarie per la giustizia "Majorana", un'associazione che si occupa di ricerca e formazione nell'ambito della giustizia e delle professioni sanitarie. Lo scopo dell'opera è la prevenzione contro l'AIDS ed è stato patrocinato dall'ANCI, dall'ARNAS Garibaldi di Catania e dall'assessorato regionale della salute della Regione Siciliana.

## Distribuzione
Il film è stato presentato il 27 novembre 2019 presso la Sala Caduti di Nassirya del Senato della Repubblica e proiettato in anteprima il 30 novembre 2019 presso il cinema Odeon di Catania. Nel 2021 viene proiettato per le scuole di San Marino in occasione della ricorrenza internazionale della lotta all'HIV. Il 1 dicembre del 2022, in occasione della Giornata Mondiale contro l'AIDS viene proiettato in tutti i cinema italiani della catena Cinestar Starplex.

## Riconoscimenti
- 2020 – Puglia International Film Festival[14][15]
  - Miglior attore non protagonista ad Alessandro Haber
- 2020 – Vesuvius International Film Festival[16]
  - Miglior attore non protagonista ad Alessandro Haber
- 2021 - Premio Troisi[4][17][18][19][20]
  - Miglior regista emergente a Francesco Santocono